# ウシガエル

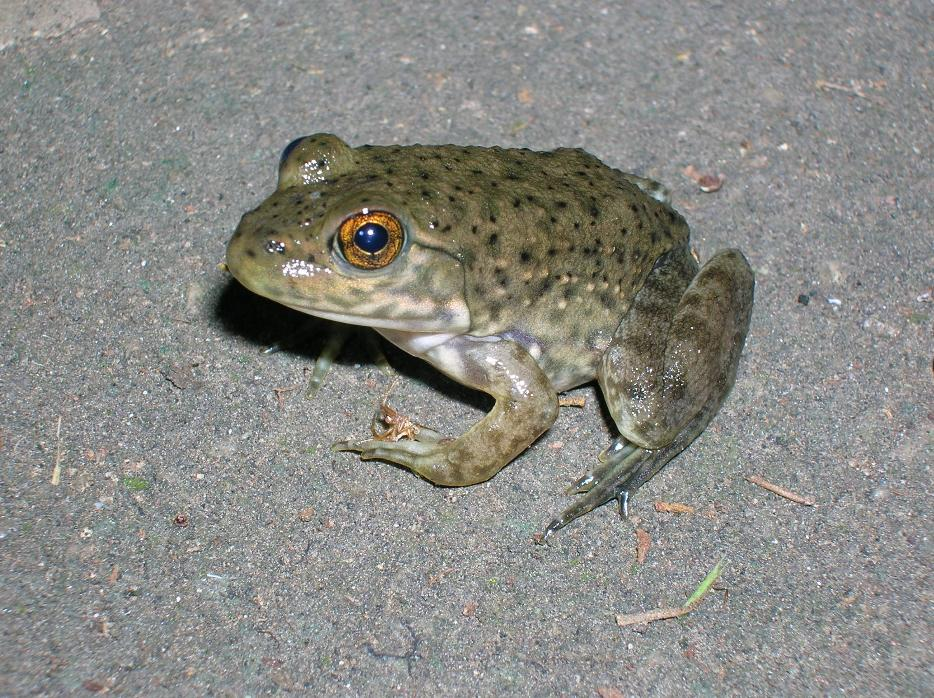
ウシガエルの若い個体

ウシガエル（牛蛙、Lithobates catesbeianus）は、無尾目アカガエル科アメリカアカガエル属に分類されるカエル。北米原産。

## 分布
アメリカ合衆国東部・中部、カナダ南東部、メキシコ北東部に自然分布する。
模式標本の産地はチャールストン周辺（サウスカロライナ州）。日本（北海道、本州、四国、九州、南西諸島）、大韓民国、台湾、アメリカ合衆国領プエルトリコ、ヨーロッパ（イタリア、オランダ、フランスなど）、キューバ、メキシコ、タイ、マレーシアに外来種として定着している。

## 形態
体長11 - 18センチメートル。体重500-600グラムほど。
頭部の幅は、頭長よりも長い。後肢の水かきは非常に発達する。
オスの背面は暗緑色で、淡黒色の斑紋がまばらにある。メスの背面は褐色で、斑紋がオスよりも多い。雌雄ともに腹面は白いが、オスでは喉の部分が少々黄色みがかっている。鼓膜はオスで眼径の1.3 - 1.7倍、メスで0.9 - 1.2倍。鼓膜は非常に大きく、メスでも眼の直径にほぼ等しいうえ、オスではその倍近くある。

## 分類
以前はアカガエル属に分類されていたが、分子系統解析からアメリカ産の他種と共に単系統群を形成することから、アメリカアカガエル属Lithobatesに分割する説もある。一方、アメリカアカガエル属は形態の差異が大きく、鼓膜が眼の直径と同程度かより大きい・後肢外側にある隆起（外蹠隆起）がないといった、他属とも共通する共有形態しかもたない。

## 生態
水草の繁茂する流れの緩やかな河川、池沼、湖、湿地に生息する。
夜行性。強い警戒心により日中も暗所を好むため、しばしばアシの茂み、岸辺の土手、土管・暗渠などに潜み、水中から目鼻のみ出している。外敵が近づくと跳躍して逃げる。夜間は上陸したり継続的に鳴いたりするなど、活動がより活発となる。
鳴き声は「ブオー、ブオー」というウシに似たもので、和名の由来にもなっている声は非常に大きく、数キロメートル離れていても聞こえることもあり、騒音として問題視されるほどである。なお、まれに「ニャー」と鳴く個体も見られることが、2016年9月2日に朝日放送で放送されたバラエティ番組『探偵!ナイトスクープ』で確認されている。
食性は肉食性。水中、水面、陸上、いずれでも捕食行動を行い、昆虫類、甲殻類などの節足動物、さらに魚類、両生類、小型爬虫類、鳥類、小型哺乳類、果ては自分より小さい同じウシガエルに至るまで、口に入るあらゆる動物が捕食対象となる。日本ではカマキリ、バッタ、トンボ、ヤゴなどをよく食べている。
15cm以上の成体になると、ウシガエルの幼体やオタマジャクシあるいは小型のカエルにとっては、天敵となりうるアオゴミムシ、ゲンゴロウ、タガメなどをも捕食する。水面に落下して動けなくなった昆虫なども餌となるため、死骸であっても目の前に落ちてくると摂食する。
繁殖様式は卵生。5 - 9月上旬に4,000 - 60,000個の水面に浮かぶ卵を産む。日本では5-9月に寒天質に包まれた6,000-40,000個の卵を産む。幼生の状態で越冬し、翌年の夏に変態して幼体になる。幼体は水場を伝い、他の水場へ移動する。
冬期の成体は水底の泥土に半ば潜り込み、冬眠する。

## 人間との関係
食用とされることもあるため、「食用ガエル」という別名を持つ。ただし食用ガエルという語は、食用にされる様々なカエルの総称としても使われ得るので、注意が必要。皮をむいた後ろ足を食用とし、世界各地で養殖されている。
日本には、東京帝国大学の教授であった、動物学者の渡瀬庄三郎が、食用としてアメリカ合衆国（ルイジアナ州ニューオリンズ）から輸入した17匹が、1918年（1917年説や1919年説もあり）に、横浜港に到着したのが初移入である。農商務省（のちに農林省）は窮乏する農村に副業として養殖を奨励したが、投機目的の養殖が1923年から1930年頃までは行われたものの、日本ではカエルを食用とする習慣は定着しなかった。これに関連し、本種の養殖用の餌としてアメリカザリガニが輸入された。1932年に冷凍肉の対米輸出が始まり、1940年には165トンと戦前のピークに達したものの太平洋戦争で途絶え、大半の養殖場は閉鎖された。
敗戦直後の日本ではドルを稼げる数少ない輸出品として、1947年に対米輸出が再開。閉鎖された養殖場から逃げて繁殖していたウシガエルの漁が盛んに行われ、1949年には水産庁が資源保護のため捕獲制限を通達するほどだった。1969年には輸出量が967.7トンと最高に達したものの、シアトルで日本産カエル肉から農薬が検出されて翌年に禁輸措置が採られ貿易量が激減。1989年には大蔵省の輸出統計資料からウシガエルの項目が削除され、捕獲対象にならなくなったウシガエルが繁殖するようになった。

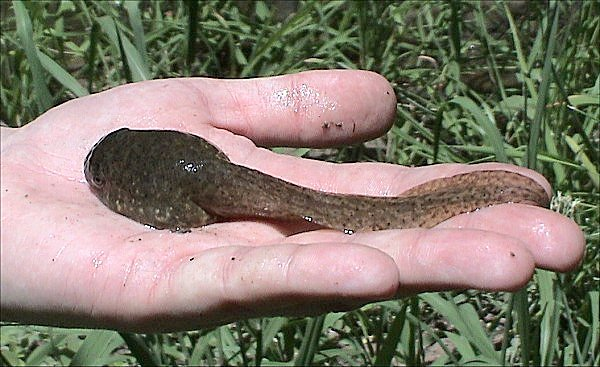
ウシガエルのおたまじゃくし

味は鶏肉、特にササミに似る。肉は脂がほとんど無いため、炒め物やフライとして食べることが多い。1926年刊行の『実験食用蛙養殖法』では刺身、照り焼き、吸い物といった料理法も勧められている。ただし、フランス料理店や中華料理店を除くと、平成以降の日本では、いわゆる「ゲテ物料理」を出す店でしか見られない。「食用蛙供養塔」が東京都江戸川区の浄土宗法龍寺にある。
現在の日本では、後述するように法律で流通が規制されたこともあり、本種が食用として利用されることはまずない。しかし、実験動物としての需要は、なおも大きい。
食用として養殖された個体が逃げ出し、日本各地のみならず世界中に定着している。日本では水産試験場の主導のもと各地に放逐が繰り返されたが、食材としての価値が薄れると必要なくなった本種を処分しようと、さらなる放逐が横行した。また、教育や実験目的で飼育されていた個体も遺棄された可能性がある。

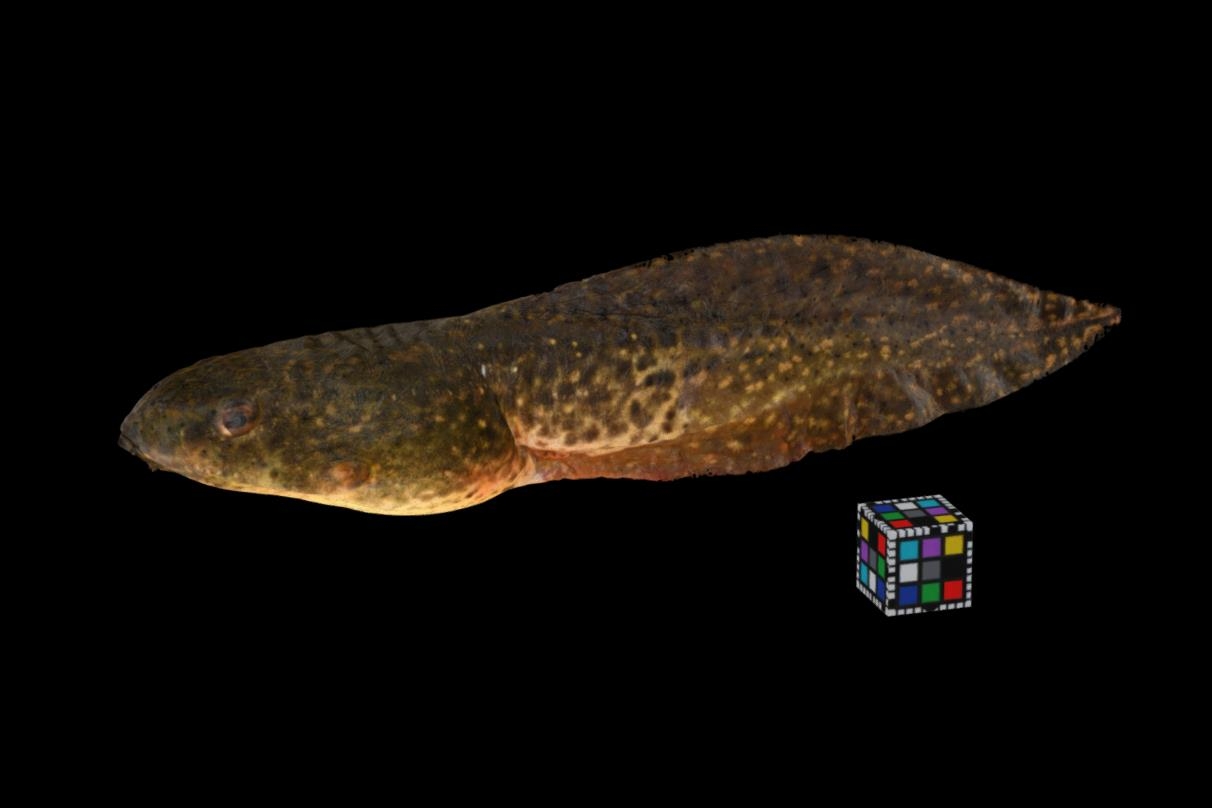
ウシガエルのおたまじゃくしの３Dモデル

大型かつ貪欲で環境の変化に強い本種は、在来種に対する殲滅的捕食が懸念されている。日本をはじめ、アメリカ合衆国や大韓民国では、在来カエルの減少が問題視されており、本種が生息している水域では他のカエルが見られなくなってしまった場所もある。国際自然保護連合によって世界の侵略的外来種ワースト100に指定されているほか、日本でも日本生態学会によって日本の侵略的外来種ワースト100に選ばれている。こうした悪影響から、ヨーロッパや韓国では輸入が禁止されている。
前述の問題から、日本でも2005年12月に特定外来生物に指定（2006年2月施行）され、飼養・保管・運搬・放出・輸入などが規制された。2015年に環境省の生態系被害防止外来種リストにおける総合対策外来種のうち、重点対策外来種に指定されている。